# Włodzimierz Saar
Włodzimierz Saar (ur. 15 lutego 1930 w Łodzi, zm. 9 grudnia 1998 tamże) – polski aktor telewizyjny i teatralny.

## Życiorys
Debiutował w sezonie 1955/56 w Teatrze Miejskim w Jeleniej Górze. W 1957 zdał egzamin eksternistyczny. Od 1959 do 1961 grał w Teatrze im. Jaracza w Łodzi, potem w Teatrze Dramatycznym w Poznaniu (1961-63), Teatrze im. Słowackiego w Krakowie (1963-65 i 1966-70), oraz w Teatrze im. Siemaszkowej w Rzeszowie (1965/66). Sezon 1970/71 przepracował w Teatrze Śląskim w Katowicach, następny w Teatrze im. Jaracza w Łodzi. W latach 1972–78 występował w Teatrze Powszechnym w Łodzi, 1980-83 w Teatrze Narodowym w Warszawie, a od 1983 do 1989 w Teatrze Syrena w Warszawie. Został pochowany na Starym Cmentarzu w Łodzi w części rzymskokatolickiej.

## Spektakle telewizyjne
- 1963: Oberża pod śpiewającym klaunem
- 1968: Król Agis – Agezylausz
- 1968: Don Kichot – Pleban
- 1970: Mikromegas
- 1970: Lukrecja Borgia
- 1970: Dubrowski
- 1970: Cyrano de Bergerac
- 1971: Wyszedł z domu – milicjant
- 1971: Troilus i Kresyda – Pandarus
- 1971: Portret
- 1971: Ludzie bezdomni – dr Węglichowski
- 1972: Wesele Figara – Bartolo
- 1972: Szwejkowe przypowieści
- 1972: Grzesznicy bez winy – Szmaga
- 1975: Biohazard – Tomb
- 1976: Tak jest, jak się państwu zdaje
- 1977: Cacao-Choix – doktor Wiśniewski
- 1977: Bardzo dużo pajacyków – spawacz
- 1978: Pojedynek – oficer
- 1979: Czerwone róże dla mnie – mężczyzna II
- 1981: Niemcy – Antoni
- 1982: Po tamtej stronie trawy
- 1982: Gbury – Konstanty
- 1989: Żegnaj laleczko
- 1989: Wniebowzięcie szubienicznej Toni – Wachmistrz
- 1990: Niezłomny z Nazaretu – Izmael Ben Fabri
- 1991: Burza – Bosman

## Filmografia
- 1972: Palec Boży
- 1975: Mała sprawa – robotnik Leon
- 1976: Honor dziecka – strażak
- 1976: Czy jest tu panna na wydaniu? – wuj Zygmunt
- 1977: Śmierć prezydenta – Stanisław Stroiński, poseł Klubu Chrześcijańsko-Narodowego
- 1977: Tańczący jastrząb – Frączak
- 1978: Rodzina Połanieckich – (odc. 7)
- 1978: "Ty pójdziesz górą" (Eliza Orzeszkowa) – Stanisław Nahorski, drugi mąż Elizy
- 1979: Klucznik – chłop
- 1980: Zamach stanu – Norbert Barlicki, poseł PPS oskarżony w procesie brzeskim
- 1980 – 1982: Dom – 2 role:jeden z konstruktorów mostu Śląsko-Dąbrowskiego podczas próby obciążenia (odc. 5), robotnik w FSO (odc. 9, 10)
- 1982: Gry i zabawy – działacz partyjny
- 1983: Mars i Wenus w szóstce
- 1983: Katastrofa w Gibraltarze
- 1984: Kim jest ten człowiek współpasażer Marii w przedziale
- 1984: Cień już niedaleko – uczestnik spotkania
- 1984: 07 zgłoś się – mężczyzna zatrzymujący Wasyluka w restauracji w Kosowie (odc. 16) (nie występuje w napisach)[1].
- 1985: Zamach stanu (serial telewizyjny) – Norbert Barlicki, poseł PPS oskarżony w procesie brzeskim; (odc. 3, 5)
- 1985: Dłużnicy śmierci – maszynista Włodzimierz
- 1986: Reduty września – generał E. Knoll-Kownacki
- 1986: Kurs na lewo
- 1986: Czas nadziei
- 1987: Śmieciarz – (odc. 1, 2)
- 1987: Ballada o Januszku – kierownik Smoliwąsowej w fabryce (odc. 1)
- 1988: Chichot Pana Boga
- 1989: Rififi po sześćdziesiątce